# August Kuentzmann Damm
August Kuentzmann Damm   (Sélestat, 1843 - Barcelona, 1877) fou un cerveser alsacià. Va emigrar a Barcelona el 1871 amb la seva esposa Melanie per causa de la guerra francoprussiana i el tractat de Frankfurt.
El 1872, va fundar amb el seu soci català, Francesc Xavier Camps i Puigmartí, la fàbrica de cervesa i gel Camps i Kuentzmann, al carrer Curtidors del municipi de Sant Martí de Provençals, contigu a la ciutat de Barcelona. Camps era el soci capitalista i Kuentzmann era el soci industrial. La fàbrica produïa cervesa de baixa fermentació utilitzant fred artificial, el que suposava un producte menys alcohòlic i més suau i refrescant. Disposava d'una caldera de 2.400 litres, quantitat elevada per a l'època en comparació amb la resta de fabricants de la ciutat de Barcelona. També el 1872, va obrir la cerveseria Gambrinus, a la fi de les Rambles, on se servia cervesa amb la denominació alemanya Strasbourger produïda a la fàbrica de Sant Martí de Provençals. El 1874 la cervesa de Camps i Kuentzmann va adquirir una gran reputació en el mercat barceloní. El 1875 es va separar del seu soci Camps.
El 1876, va establir pel seu compte fàbrica i cerveseria a Barcelona, en un local al carrer Viladomat 27, incorporant el seu cosí Joseph Damm com a mestre cerveser. En aquesta fàbrica produïa amb una caldera de 2.400 litres de capacitat, la segona més gran a Barcelona per darrere de la fàbrica de Louis Moritz, de 4.000 litres. El 1877, August Kuentzmann va morir i la fàbrica va passar el 1880 a mans d'Adolphe Leinbacher, suís establert a Barcelona, qui, el 1881, es va associar amb Joseph Damm, mitjançant la constitució de la societat regular col·lectiva Leinbacher i Damm.